# Acalypha buchtienii
Acalypha buchtienii é uma espécie de flor do gênero Acalypha, pertencente à família Euphorbiaceae.